# エモマリ・ラフモン
エモマリ・ラフモン（タジク語: Эмомалӣ Раҳмон, ラテン文字転写: Emomalī Rahmon, ロシア語: Эмомали Рахмон、1952年10月5日 - ）は、タジキスタンの政治家。同国大統領（1994年11月16日 - ）。タジキスタン人民民主党党首。エマムアリ・ラフモンとも表記される。
出生名ならび改名前の本名はエモマリ・シャリポヴィチ・ラフモノフ（ロシア語: Эмомали́ Шари́пович Рахмо́нов, ラテン文字転写: Emomali Sharipovich Rakhmonov）であった。

## 略歴
タジク・ソビエト社会主義共和国ハトロン地方クリャブ地域ダンガル地区ダンガル市（今日のタジキスタン・ハトロン州クリャーブ市)出身。
1952年10月5日、彼は農業従事者の家族の3人の息子の末子として生を受けた。地元の高等学校を卒業後、クリャブ地域の同名の地区に在ったカリーニナバード市の第40専門学校へ入学し、1969年に電気技師修士号を取得して卒業。専門学校卒業後の1971年には、クルガン・テッパ市のバター工場の電気技師として働き、後に石油工場へ主任電気技師として配属されている。1971年から1974年まで、ソビエト連邦軍に勤務。除隊後の1975年にバター工場へ戻り1976年まで勤続。いくつかの報告によると、彼はセールスマンとして短期間ほど勤めていた事があると記録されている。
1976年から1988年、クリャブ地域ダンガル地区のコルホーズの管理部書記、労働組合議長を務め、後にタジキスタン共産党に勤めた。1982年、タジク国立大学経済学部卒業。1988年6月から1992年までダンガル地区のソフホーズの議長。1992年11月、クリャブ地域執行委員会委員長であったジヨンホン・リゾエフの後任として故郷であるクリャブ地域を管轄。同年12月には、クリャーブ州人民代議員会議執行委員会議長に選出。1990年から1995年までタジキスタン共和国最高会議議員。
タジキスタン内戦中に、クリャーブ地方の政治勢力を背景に台頭し、1993年11月19日、第12期タジキスタン共和国最高会議において、最高会議議長に選出。1994年11月6日、タジキスタン共和国大統領に選出され、同年11月16日に就任した。1997年6月27日、内戦当事者であるタジク野党連合（UTO）のサイイド・アブドゥッラー・ヌーリー（イスラム復興党指導者）と和平協定に調印し、タジキスタン内戦を終結させた。政権初期には、大臣のポストをUTOに割り当てるなど、反対派勢力に一定の配慮を行っていたが、徐々に独裁的な傾向を強めていき、反対派は同大統領が独立系メディアに圧力を加え、反対派リーダーを投獄したと批判した。
1999年11月7日、憲法修正に伴い、7年の任期で大統領に再選。
2003年6月22日の憲法改正により、2020年までの大統領任期の延長を可能にした。
2006年11月6日の大統領選挙で3選を果たした。
2007年4月14日、自らの姓からロシア語風の接尾辞を取り、エモマリ・ラフモノフから、タジク語風のエモマリ・ラフモンに改名した。
2013年11月6日の大統領選挙で83.1％の票を獲得し4選。2016年の憲法改正では、ラフモンに限って再選制限を撤廃し、事実上の終身大統領を可能とした。2020年10月11日の大統領選挙では90.9％の票を獲得し5選。
一方で2011年8月に、欧州外交評議会から「21世紀の先導者」の称号を授与されている。

## 政策
地理的重要性やロシア化に見舞われてきたタジキスタンにおいて強い指導者、カリスマ性を発揮していると言えるものの、その政治手法は権威主義的な統治であるとしばしば物議を醸す。選挙不正を実行して5回当選した他、息子ロスタムを次期大統領に選出するかのような姿勢を見せている。一方で経済成長や新冷戦における「東側」のスタンスを取りつつも、西側との融和外交で外交政策においては成功していると言える。その為開発独裁とも見ることができる。

## 人物
タジク人。妻帯者であり、9子を有する。
長男のロスタム・エモマリは、2017年1月から同国首都であるドゥシャンベの市長。2020年4月からは上院議長も兼務。
娘のオゾダ・ラフモン（オゾダ・エモマリ）は、2009年9月から同国の外務次官。
両親は世襲農家であり、父のシャリフ・ラフモノフはエモマリが同国最高評議会議長に選出される直前の1992年に没し、母のマイラム・シャリフォワは2004年に重病のため94歳でこの世を去っている。